# Cucuron
Cucuron é uma comuna francesa na região administrativa da Provença-Alpes-Costa Azul, no departamento de Vaucluse. Estende-se por uma área de 32,68 km². Em 2010 a comuna tinha 1 791 habitantes (densidade: 54,8 hab./km²).